# Suomi NPP
Suomi NPP (ранее NPOESS Preparatory Project, NPP) — американский метеорологический спутник, управляемый NOAA. Запущен в 2011 году, проводит климатические измерения, продолжая наблюдения, начатые программой NASA Earth Observing System (запуски по программе — 1997—2011 года).
Назван в честь Verner E. Suomi — метеоролога из University of Wisconsin-Madison, через три месяца после запуска, 24 января 2012 года.
Запуск был проведен 28 октября 2011 года с SLC-2W, База Ванденберг (штат Калифорния) при помощи United Launch Alliance Delta II 7920-10C. Спутник находится на солнечно-синхронной орбите высотой 824 км над поверхностью планеты.
- Мозаика Земли, дневные снимки
- Мозаика Земли, ночные снимки

Первые изображения с инструмента VIIRS были получены 21 ноября 2011 года.

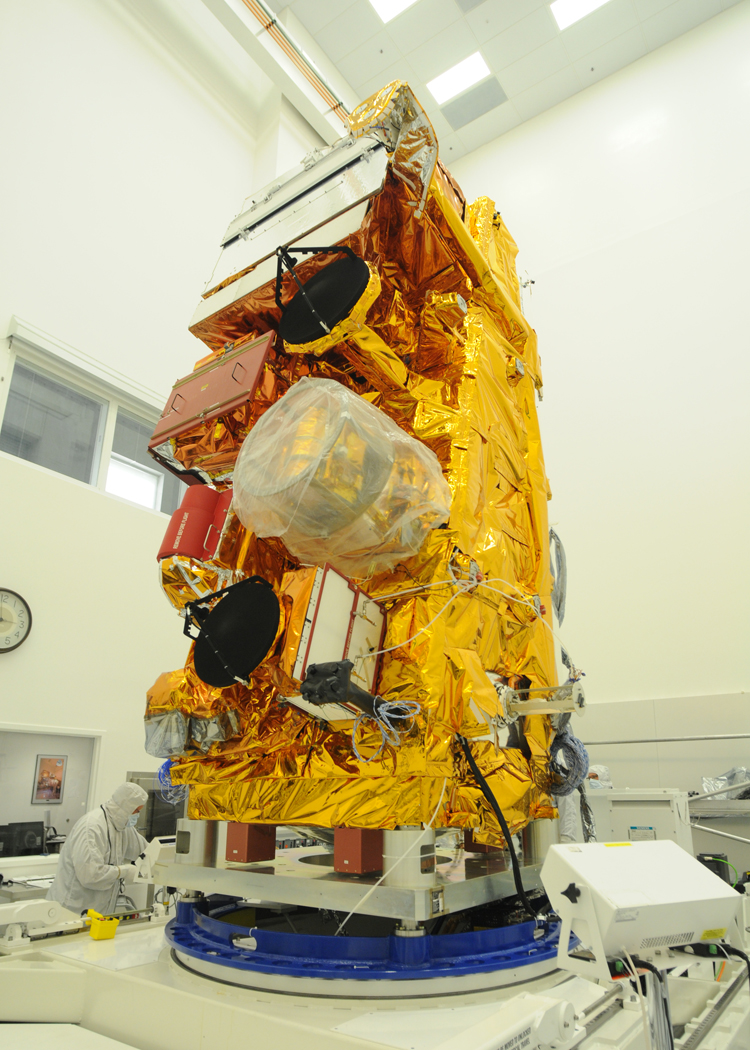
Suomi NPP перед запуском.

Спутник совершает 14 витков вокруг планеты за сутки. На нём установлено 5 инструментов для получения изображений:
- Advanced Technology Microwave Sounder (ATMS),[7] микроволновый радиометр (изучение влажности и температур)
- Cross-track Infrared Sounder (CrIS),[8] интерферометр Майкельсона для изучения влажности и давлений
- Ozone Mapping and Profiler Suite (OMPS),[9] набор спектрометров с возможностью получения изображений — для измерения уровней озона
- Visible Infrared Imaging Radiometer Suite (VIIRS),[10] 22-х полосный радиометр, работающий в УФ, ИК и видимом диапазоне (0.45-12 мкм) — для наблюдений за пожарами, движениями льда, изменений территории
- Clouds and the Earth’s Radiant Energy System (CERES) — радиометр для измерения тепловых потоков, как испускаемых Землей, так и солнечных, отраженных от планеты и атмосферы[11]

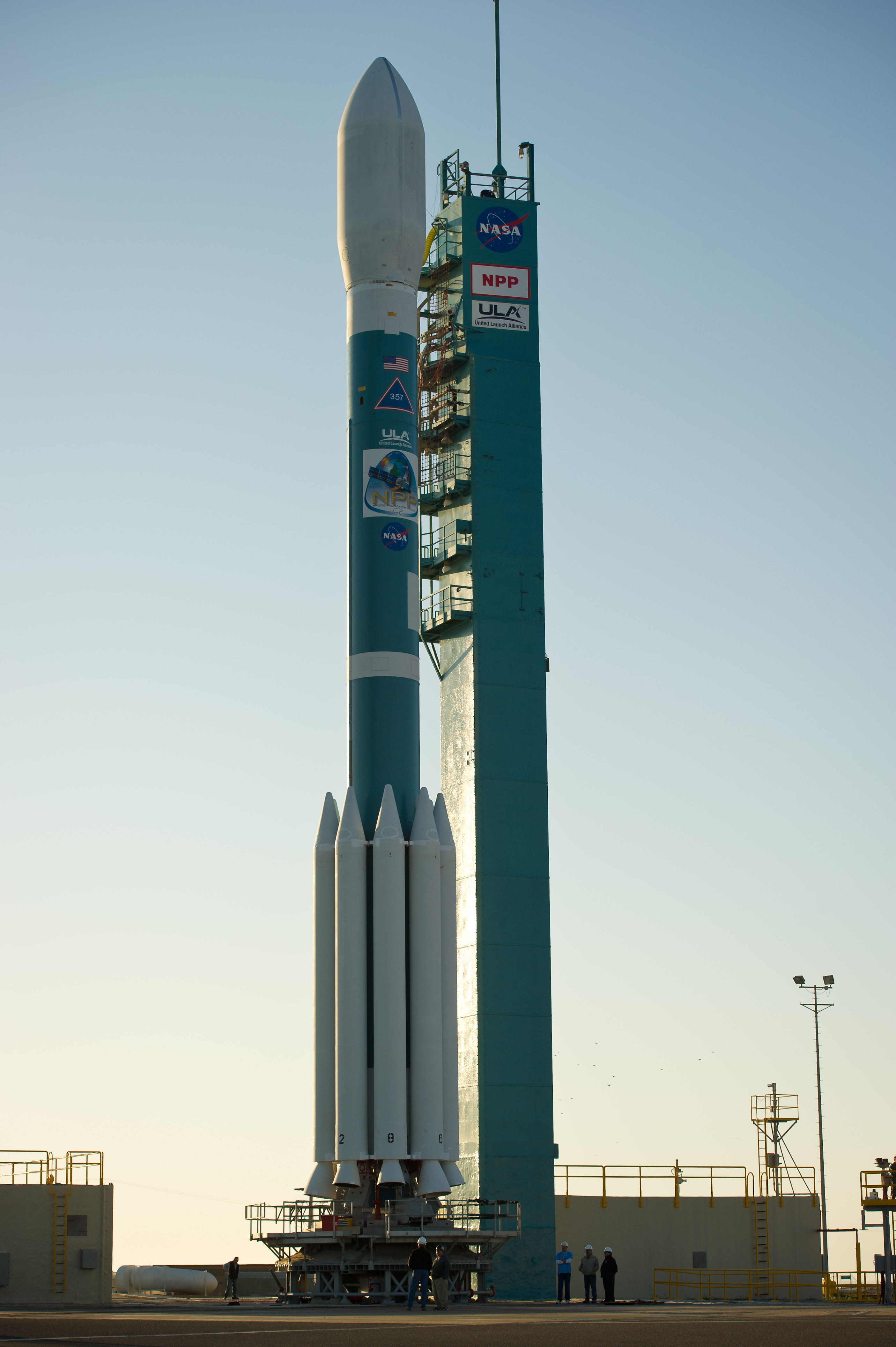
Delta II с NPP
- Видео запуска NPP
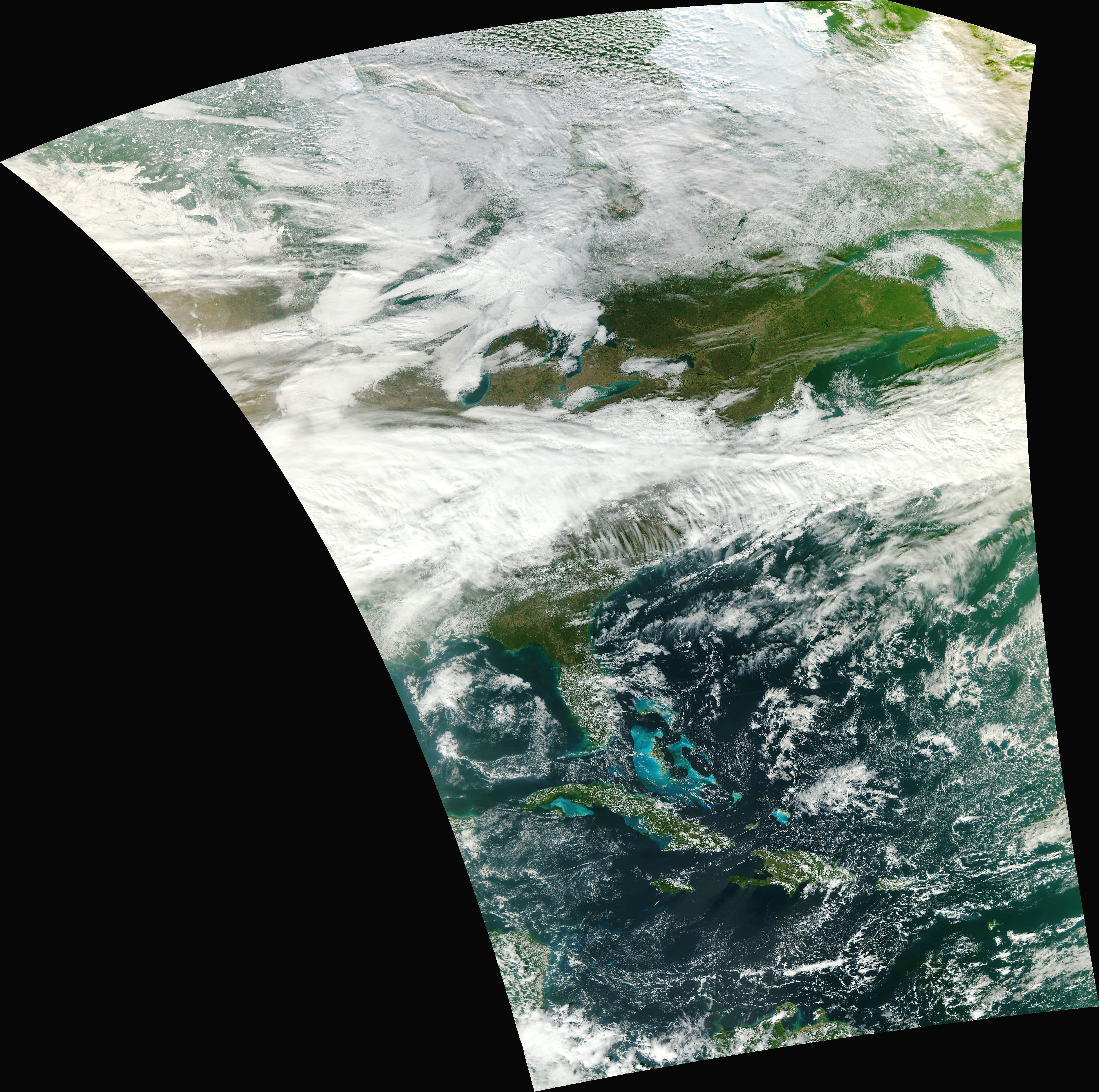
Первое изображение с инструмента VIIRS